# Tom Verica
Tom Verica (13 de mayo de 1964) es un actor y director, conocido por su papel de Jack Pryor en el NBC drama American Dreams. Él representó al astronauta  Dick Gordon en la miniserie de HBO De la tierra a la luna. Verica también tuvo un papel como el exnovio de Grace Adler en Will & Grace.

## Vida personal
Verica nació en Filadelfia, Pensilvania. Sus padres eran agentes inmobiliarios, de origen italiano por el lado de su padre.  Vivió en Havertown, con sus hermanas: Lisa y Margie, su hermano Ronnie y su perro Rocky.

## Vida social y activismo político
En julio de 2008, Tom Verica fue nominado como candidato en la 'Unidos por la fuerza' pizarra para un lugar en el consejo de dirección nacional de la Screen Actors Guild (SAG) en las elecciones programadas para el 18 de septiembre de 2008.

## Filmografía
Películas y Series de Televisión
- Nuestro hijo, no (1995) - Randy Litchfield
- From The Earth To The Moon (1998) - Astronaut Dick Gordon
- The Nine (2006–2007) – Ed Nielson
- Zodiac (2007) – Jim Dunbar
- Princess Protection Program (2009) - Mayor Mason
- How To Get Away With Murder (2014-2020) - Sam Keating

Invitado Estrella
- Frasier (2001) – Jim
- Crossing Jordan (2002) – Mitch Weyland
- Will & Grace - Danny (dos episodios)
- Law & Order: Special Victims Unit (2006) – Jake Hunter
- House M.D. (2006) - Martin, papá de Alex (Episodio: "Skin Deep")
- Lie to Me  (2009) - Paul Iverson (Episodio: "Love Always")

Director
- Grey's Anatomy (2007) - 2 episodios
- Private Practice (2008-2009) - 2 episodios ("Equal and Opposite", "What You Do For Love")
- Ugly Betty (2009) - 1 episodio ("The Fall Issue" - Temporada final)
- The Umbrella Academy (2020) - 1 episodio ("Los Doce Majestuosos" - Temporada 2)